# ذ ملغابيس (ناطع)

تعديل مصدري - تعديل

ذ ملغابيس هي إحدى قرى عزلة الحساء بمديرية ناطع التابعة لمحافظة البيضاء، بلغ تعداد سكانها 44 نسمة حسب تعداد اليمن لعام 2004.